# Иимура, Дзё
Дзё Иимура (яп. 飯村 穣 Иимура Дзё:, 20 мая 1888 — 21 февраля 1976) — генерал-лейтенант японской Императорской армии.
Дзё Иимура родился в 1888 году в префектуре Ибараки. В 1909 году он окончил Рикугун сикан гакко и получил назначение в 3-й полк Императорской гвардии. Параллельно со службой он обучался в Токийском институте иностранных языков, и в 1917 году получил степень в области французского языка. Затем он поступил в Рикугун дайгакко, откуда выпустился в 1919 году в звании капитана пехоты. После недолгой службы в Корейской армии и работы инструктором в Рикугун дайгакко он был произведён в подполковники и получил назначение военным атташе в Турцию.
После возвращения в Японию в августе 1932 года Дзё Иимура получил звание полковника и стал служить на различных должностях в Генеральном штабе. В марте 1935 года он стал командиром 61-го пехотного полка.
В марте 1937 года Дзё Иимура получил звание генерал-майора. В 1938—1939 годах он был комендантом Рикугун дайгакко, а затем переведён в Маньчжоу-го, где в 1939—1940 годах был начальником штаба Квантунской армии. В 1941—1943 годах Дзё Иимура был командующим дислоцированной в Маньчжоу-го 5-й армии, а затем вернулся в Японию на пост коменданта Рикугун дайгакко.
Ухудшение обстановки на фронтах привело к тому, что Дзё Иимура был снова привлечён к активной службе, и в 1944 году стал начальником штаба Южной группы армий, а затем — командующим 2-м фронтом. Летом 1945 года он был переведён в Японию, где стал командующим Армией обороны Токио. Непосредственно перед окончанием войны Дзё Иимура возглавил силы военной полиции.